# Agrypon toyamense
Agrypon toyamense là một loài tò vò trong họ Ichneumonidae.